# Marianna Longa
Pour les articles homonymes, voir Longa.
Marianna Longa (née le 26 août 1979 à Tirano, dans la province de Sondrio, en Lombardie) est une fondeuse italienne.

## Palmarès

### Jeux olympiques
| Épreuve / Édition | Salt Lake City 2002 | Vancouver 2010 |
| 10 km Classique   | 20e                 |                |
| 10 km Libre       |                     | 18e            |
| 15 km Poursuite   |                     | 7e             |
| 30 km Classique   | 33e                 | 11e            |
| Relais 4 × 5 km   | 6e                  | 4e             |

### Championnats du monde
| Épreuve / Édition                         | Épreuve / Édition                         | Val di Fiemme 2003 | Sapporo 2007 | Liberec 2009 | Oslo 2011 |
| Sprint Classique                          | Sprint Classique                          |                    | 39e          |              |           |
| Sprint classique par équipes              | Sprint classique par équipes              |                    |              | Bronze       |           |
| Poursuite 7,5 km classique + 7,5 km libre | Poursuite 7,5 km classique + 7,5 km libre |                    | 8e           | 4e           | 5e        |
| 10 km Classique                           | 10 km Classique                           | 20e                |              | Argent       |           |
| 15 km Classique départ en ligne           | 15 km Classique départ en ligne           | 11e                |              |              |           |
| 30 km                                     | Classique départ en ligne                 |                    | 19e          |              |           |
| 30 km                                     | Libre départ en ligne                     |                    |              | 9e           |           |
| Relais 4 × 5 km                           | Relais 4 × 5 km                           | 7e                 |              | 5e           |           |

### Coupe du monde
- Meilleur classement général : 6e en 2009.
- Meilleur classement de la distance : 3e en 2009.
- 11 podiums :
  - 5 podiums en épreuve individuelle, dont 1 victoire :
    - (10 km libre de  Rybinsk en 2009).

  - 6 podiums en épreuve par équipes, dont 1 victoire.

#### Championnat du monde junior
- Saalfelden ( Autriche), 1999 : Médaille de bronze du 5 km style classique.